# 아폴로 13호
아폴로 13호(Apollo 13)는 1970년 4월 11일 13시 13분 (미국 중앙 표준시)에 발사하였다. 아폴로 계획에서 세 번째로 달에 착륙할 예정이었으나, 고장으로 인해 달을 선회만 했으며, 4월 17일 무사히 지구로 귀환하였다.
사람들은 아폴로 13호가 달에 착륙하지 못한 것은 호수가 13이었고, 미 중부시각 기준, 13시 13분에 발사했다는 이유 때문이라는 등의 주장으로 임무 실패를 13 공포증과 연관시키기도 하였다.
아폴로 13호의 사고 및 무사 귀환에 관한 내용은 1995년에 영화 《아폴로 13》으로 만들어졌다.

## 승무원
- 제임스 러벨(James Lovell) - 사령관
- 캔 매팅리(Ken Mattingly) - 사령선 조종사
- 프레드 헤이스(Fred Haise) - 달 착륙선 조종사

### 백업 승무원
- 존 영(John Young) - 사령관
- 잭 스위거트(Jack Swigert) - 사령선 조종사
- 찰스 듀크(Charles Duke) - 달 착륙선 조종사

### 지원 승무원
- 밴스 브랜드
- 잭 루스마
- 조셉 커윈

### 비행 지휘자
- 진 크랜즈 화이트 팀
- 밀트 윈들러 마룬 팀
- 글린 룬네이 블랙 팀
- 게리 그리핀 골드 팀

## 계획의 초점
아폴로 13호의 예정 착륙 지점은 직경 80km의 프라 마우로 크레이터가 있는 프라 마우로 고지로, 과거 거대한 운석 충돌로 인한 땅속 용암 분출로 형성되었으리라 추측되는 곳이다. 프라 마우로 고지는 지질학적으로 매우 중요한 샘플이 채집될 가능성이 높아 후보로 선택되었다. 프라 마우로의 착륙은 아폴로 14호에 의해 이루어졌다.
아폴로 13호는 발사 직후부터 문제가 있었다. 처음에는 제2단 로켓 S-II의 중앙엔진이 예정보다 2분 먼저 연소를 멈추었으나 다른 엔진 4기가 자동으로 연소시간을 늘려 궤도를 수정해 위험상태까지는 가지 않았다. 이후 분석한 결과 고장의 원인은 공진으로, 엔진의 진동이 68G, 16Hz의 위험 수준에 달했기 때문이었다. 엔진을 지지하는 프레임이 76mm 틀어졌으므로 제2단 로켓이 공중분해될 위험이 있었지만 진동 때문에 센서가 압력을 과도히 낮게 인식하여 컴퓨터가 스스로 엔진을 멈추었다.
이보다 작은 진동은 아폴로 13호 이전의 비행에서도 발견된 문제였으나(제미니 계획 초기의 무인 비행 단계에서도 발생한 문제로 로켓의 고유 현상으로 인식되었다), 아폴로 13호에서는 터보 펌프 안에서 공동현상이 발생해 진동이 확대되었다. 이 때문에 다음 비행에서는 아폴로 13호 당시부터 개발 중이던 진동억제장치가 설치되었다. 또한, 압력진동을 감소시키기 위해 액체산소 공급라인 내부에 헬륨가스 저장탱크를 설치하여 고장이 발생한 경우 중앙엔진을 자동으로 정지하는 장치를 마련했고, 모든 엔진의 연료밸브를 간소화하는 등의 개선이 이루어졌다.

### 사고 발생

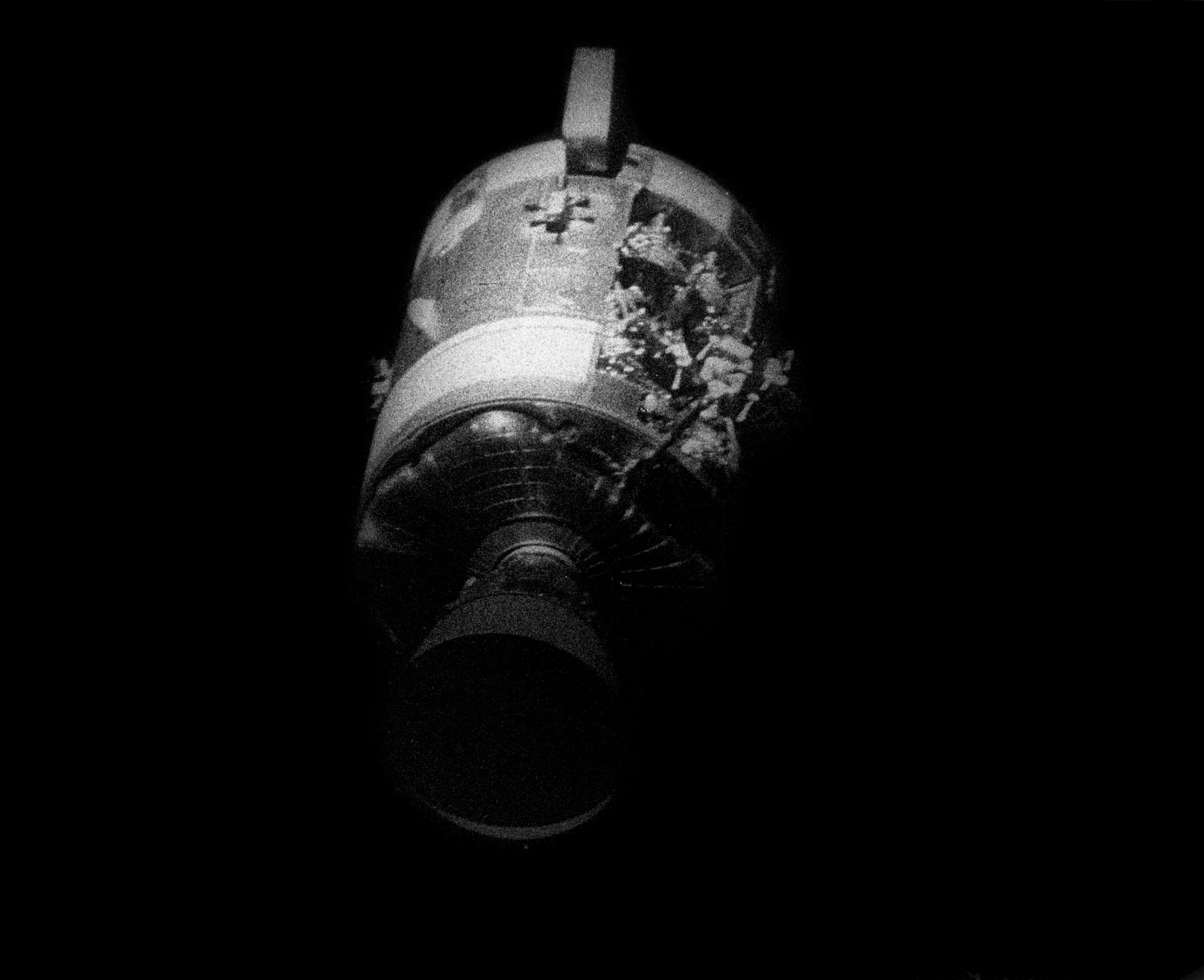
아폴로 13호의 기계선

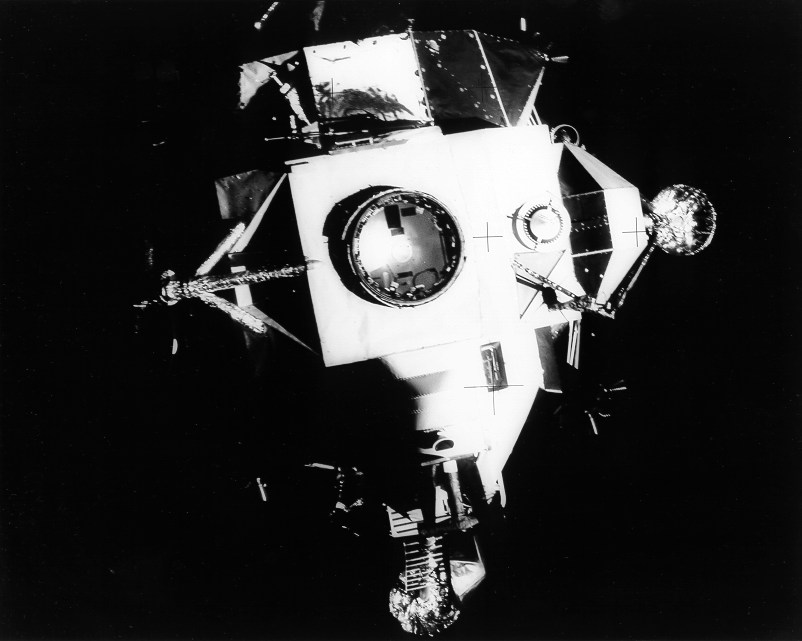
아폴로 13호의 달 착륙선. 호출 부호 아쿠아리우스

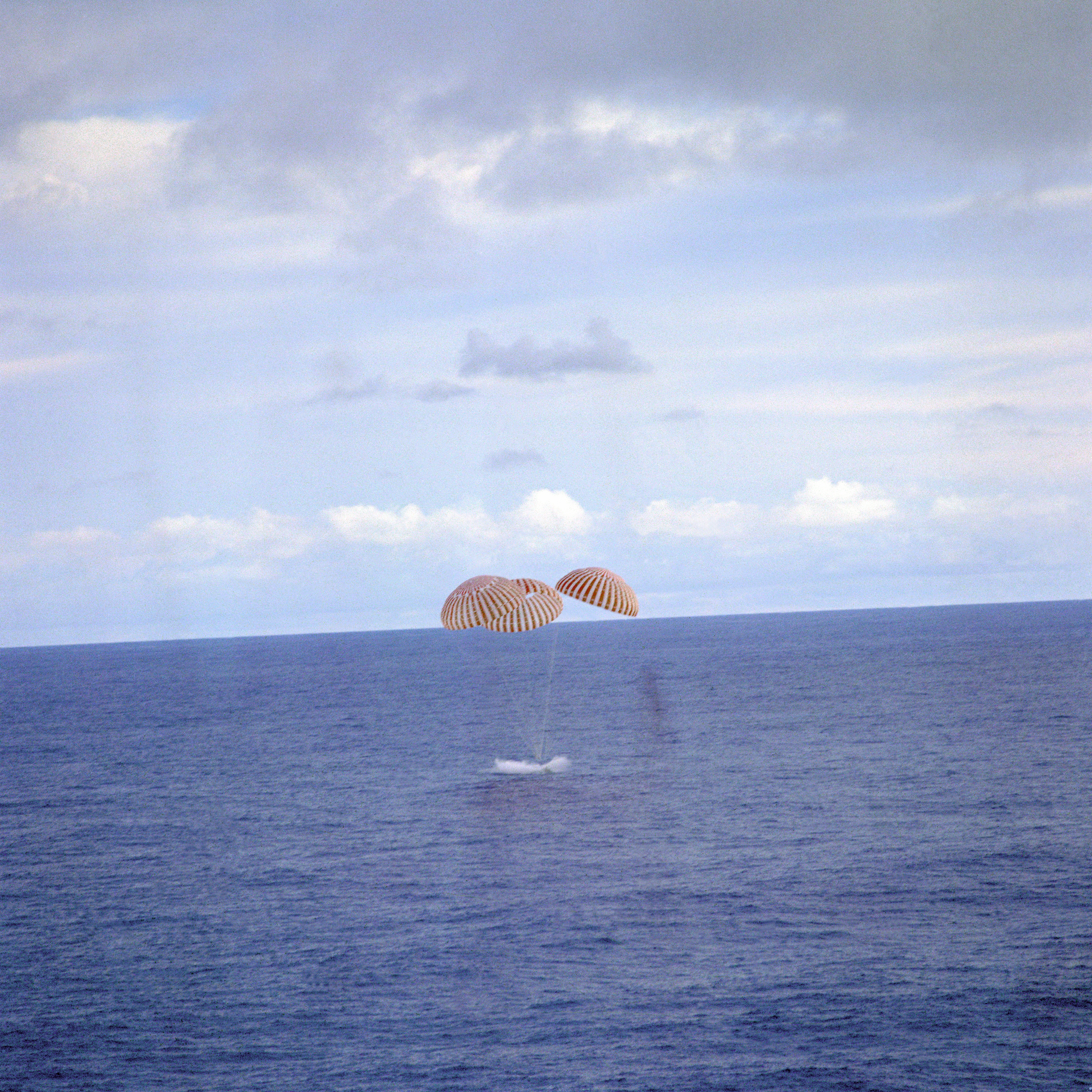
착수한 아폴로 13호

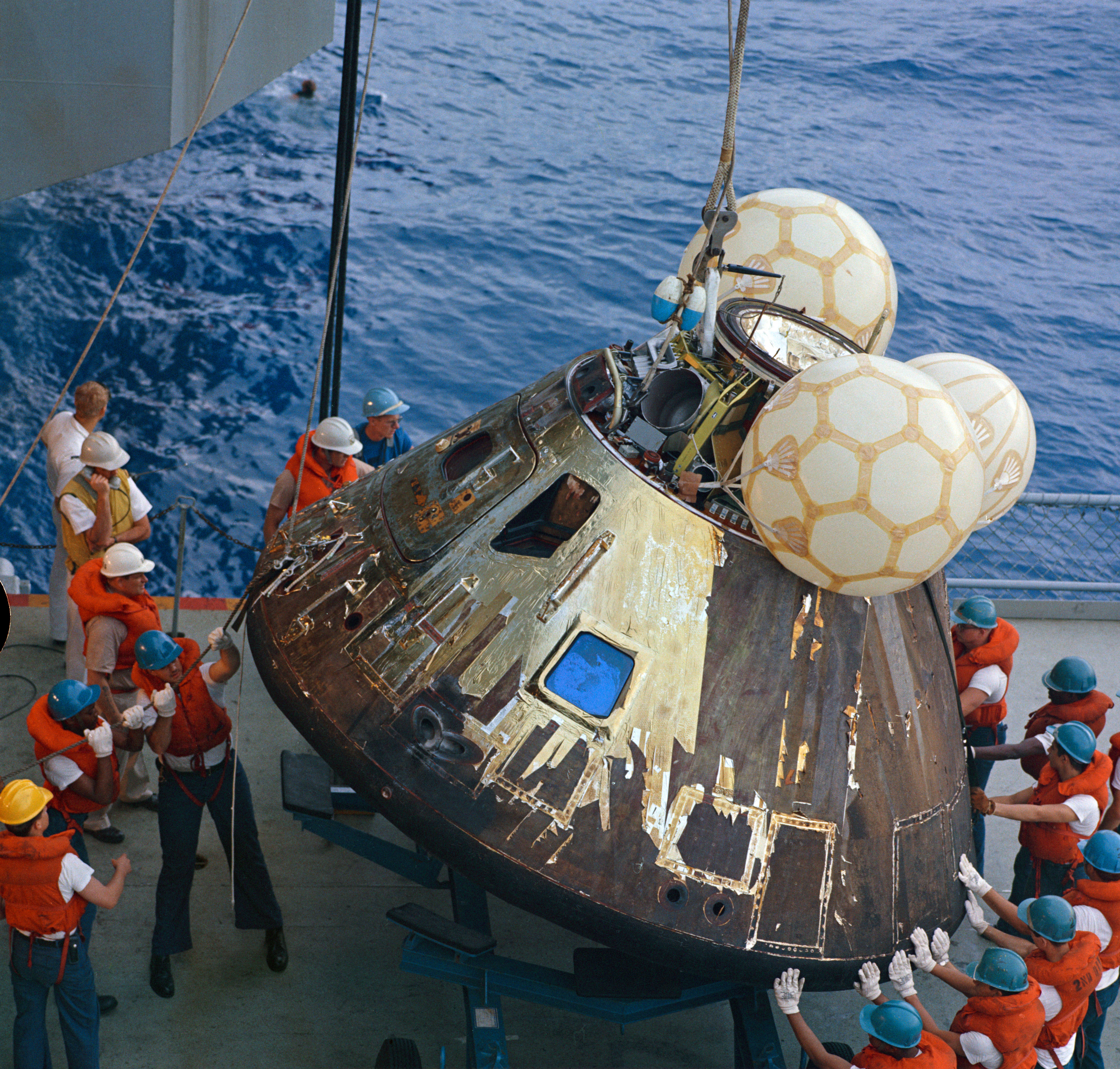
구조된 아폴로 13호

지구로부터 321,860km 멀어졌을 때 기계선의 산소 탱크 두 개 중 하나가 갑자기 폭발했다. 비행사가 제2번 탱크 교반기의 스위치를 넣자 내부 전선이 합선되어 테플론 피막이 발화한 것이다. 눈깜짝할 사이 압력이 한계치의 7MPa를 넘어 순간적으로 폭발했다. 이는 이후에 사고조사위원회의 분석 결과 밝혀진 내용으로, 비행사들은 당시 운석이 충돌한 것이라고 생각했다.
이 폭발로 인해 제1번 탱크도 손상되어 계기판의 잔량 표시가 천천히 내려가고 수 시간 후 기계선의 산소가 완전히 고갈될 상황이었으므로 관제센터는 비행사가 미터를 확인하지 못하게 하여 우선적으로 상황을 유지하도록 했다.
기계선에 산소가 없는 경우 사령선에 탑재된 산소를 사용해야 하지만, 사령선에 탑재된 것은 기계선을 떼어내고 대기권에 재돌입하는 경우에만 필요하므로 약 10시간분이었다. 따라서 관제센터는 비행사들에게 사령선을 완전히 정지시키고 달 착륙선으로 대피하도록 지시했다. 비행사들은 지상에서 반복적으로 이 순서를 훈련했지만 실제로 실행하리라고는 예상치 못했으며, 만일 아폴로 8호와 같은 착륙선이 존재하지 않았다면 비행사들은 살아남지 못했을 것이다.
폭발 사고로 인해 달 표면 착륙은 불가능했으나 달의 중력을 이용하는 자유 귀환 궤도를 통해 신속히 지구에 귀환하는 것은 가능했다. 아폴로 13호는 당초 이 궤도에 오를 예정이었지만 프라 마우로에 착륙하기 위해 계획의 초기 단계에서 궤도가 변경되었었다. 자유 귀환 궤도로 돌아오기 위해서는 기계선의 엔진을 분사해 가속해야 하지만 문제는 중요한 로켓이 어느 정도의 손상을 입고 있는가 하는 것이 전혀 짐작이 가지 않는 것이었다. 그 때문에 달 표면에 최접근한 뒤 2시간 후에 착륙선의 강하용 엔진을 사용해 PC+2라는 분사를 행하기로 결정되었다.

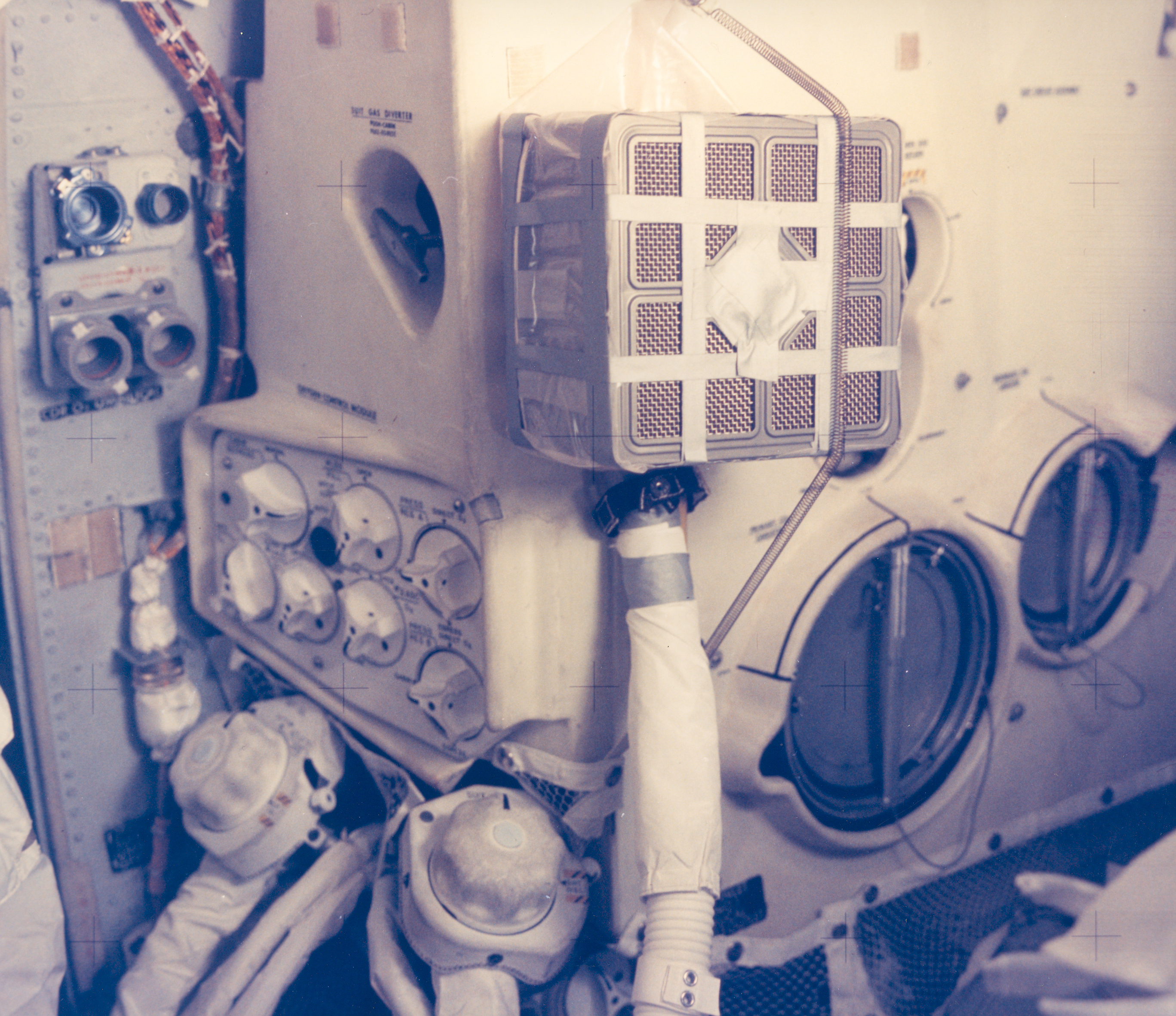
규격이 다른 사령선의 공기여과장치를 착륙선에 삽입하기 위해서 급히 수제작으로 제작된 '메일 박스'. 착륙선의 예비용 수산화리튬은 선외에 탑재되어 있고, 선외 활동을 할 때에 비행사가 취하러 간다

(달 착륙선에는 45시간 분의 액체 산소가 들어있는 산소탱크가 있다. 즉 이틀에서 조금 못 되는 분량이다. 정확히 말하자면, 세 시간 분이 부족한 것이다) 착륙선은 원래 두 명의 인간이 이틀간 체류하도록 설계되었기 때문에 세 명의 인간이 나흘이나 생존할 수는 없었다. 그러나 산소에 대해서는 그만큼 걱정할 필요는 없었다. 착륙선은 비행사가 달 표면에서 활동할 때, 일단 내부에 돌아온 뒤 다시 선내를 가압시키거나 하는 과정을 위해 산소는 충분한 양을 탑재하고 있었기 때문이었다. 문제는 전력이었다. 사령선과 기계선의 전력원은 연료전지였는데 비해 착륙선은 산화은전지를 사용하고 있었다. 연료전지는 부산물로서 물이 생성된다. 이 물은 음료수로 이용될 뿐만 아니라 기기의 냉각에도 이용된다. 그러나 산화은전지에서는 물을 얻을 수 없기 때문에 대기권 재돌입 직전까지 전지의 출력은 최저한도로 억제되어 비행사들도 물을 마시는 것은 극히 삼가지 않으면 안 되었다.
또 하나의 문제는 수산화리튬(LiOH)이었다. 선내에서 인간이 생존하기 위해서 필요한 물질은 산소만이 아니다. 비행사들이 호흡을 할 때마다 선내에는 이산화탄소(CO2)가 방출된다. 그것을 제거하기 위한 필터에 사용되고 있는 수산화리튬의 양은, 착륙선내에 탑재되고 있는 분만으로는 귀환에 필요한 양까지 도저히 맞지 않는 것이었다. 예비용은 선외의 격납고에 놓여 있어 일반적으로 달 표면 활동을 할 때에 비행사가 취하러 가지만 아폴로 13호는 선외 활동을 할 만한 전력의 여유가 없었다. 다만, 사령선에는 충분한 예비용이 있었다. 그렇지만 여기서 문제가 되는 것은 사령선의 여과 장치는 착륙선과는 규격이 완전히 차이가 나는 것이었다.
사령선의 필터는 사각형이어서 착륙선의 원형에 장착할 수 없었다. 때문에 지상의 관제사들은 선내에 있는 남은 골판지나 비닐 봉투를 덕트 테이프로 붙여 맞추어 카트리지를 제작하는 방법을 고안해 그것을 만드는 방법을 구두로 비행사들에게 전했다. 그렇게 만든 임시 필터를 비행사들은 '메일 박스'라고 불렀다.
또 전력을 최저한도까지 떨어뜨렸기 때문에 선내의 온도는 극단적으로 낮아졌다. 이로 인해 공기 중의 수분이 응결되어 계기판 위에 무수한 결로가 발생했다. 이 물방울은 나중에 사령선을 재기동할 때 회로를 합선시키는 원인이 되는 것은 아닐까 염려되었지만, 아폴로 1호의 화재사고 이후 사령선에서는 안전 대책이 철저하게 실행되고 있었기 때문에 문제될 것은 없었다.
귀환 직전, 나중의 분석을 위해서 사진을 찍을 수 있도록 우선 최초로 기계선을 떼어냈다. 비행사들이 놀란 것은, 산소 탱크와 수소 탱크를 가리고 있던 커버가 전부 사라져 있던 것이었다.
착륙선 '아쿠아리우스'를 떼어낸 후, 사령선 '오디세이'는 무사히 태평양에 착수했다. 다른 두 명의 건강 상태에는 문제가 없었지만 헤이스 비행사는 수분의 보급이 부족했기 때문에 요로 감염증에 걸려 있었다. 관제센터는 우주선의 궤도에 영향을 주지 않기 위해 선외에 소변을 투기하지 말라고 지시했지만 비행사들은 그것을 오해하여 지구에 귀환할 때까지 소변을 보는 것을 참고 있었다.
월면 착륙의 본래 목적은 달성할 수는 없었지만, 폭발이 발생한 것이 달에 가는 도중의 일로, 착륙선에 물자가 충분한 상태였던 것은 불행 중 다행이었다. 만약 착륙선을 떼어낸 후에 폭발이 일어났으면 비행사들이 살아날 확률은 없었다.
또 다른 말로, 비행사들의 생명은 고장에 의해 구해졌다고 말해도 괜찮다. 발사로부터 대략 46시간 40분 후, 제2번 산소탱크의 잔량 표시는 내부의 절연체의 손상에 의해 100%의 값을 나타내고 있었다. 고장의 원인을 찾기 위해 비행사는 폭발의 원인이 된 저온 탱크 교반의 조작을 했지만, 이 조작은 본래의 예정에서는 월면 착륙 뒤에 행해지는 것이었다.

### 사고 원인

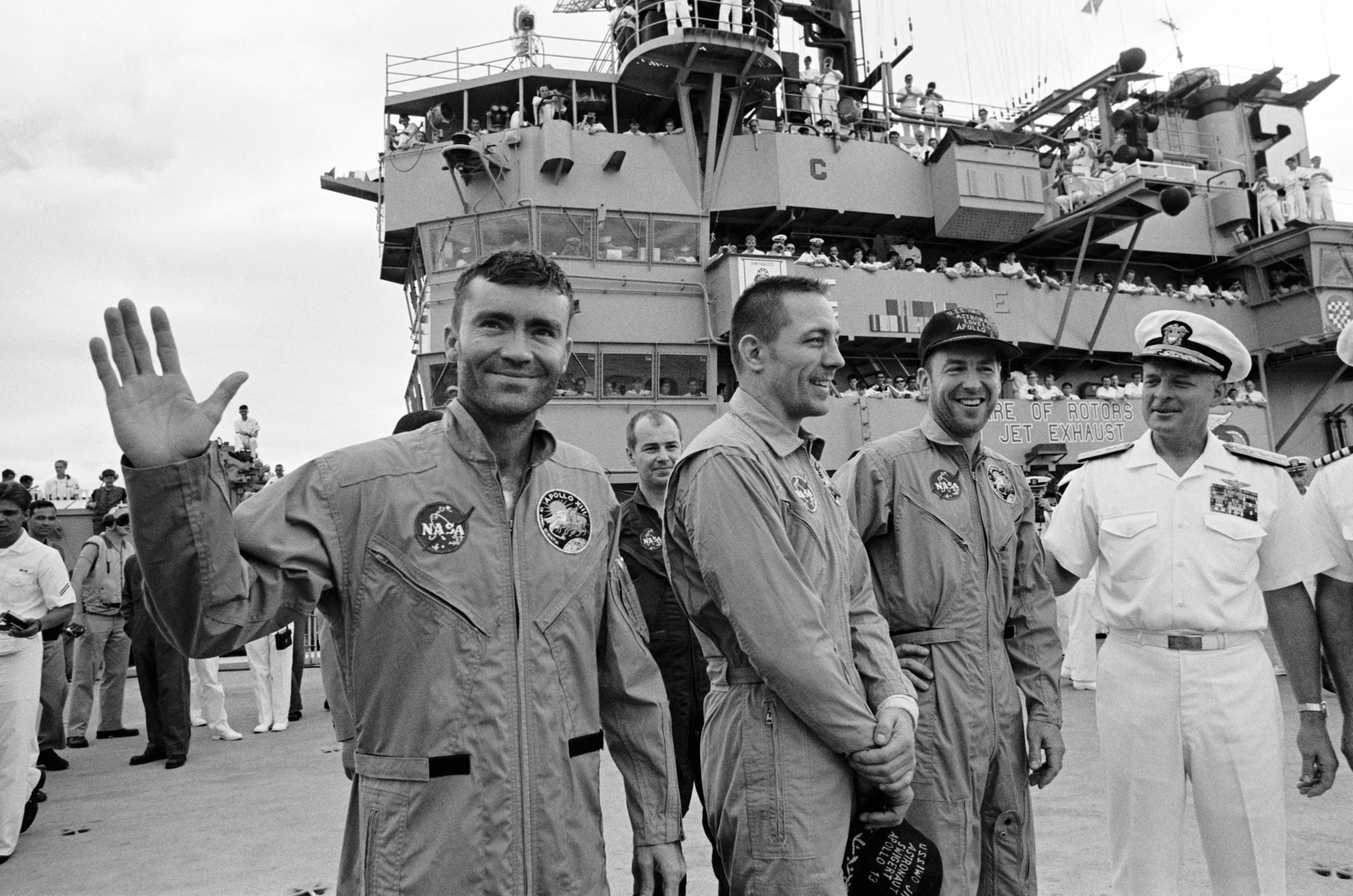
구조된 아폴로 13호의 승무원

사고 원인의 분석에는 예상 외로 시간이 걸렸지만, 제조 기록의 상세한 추적에 의해 탱크의 폭발은 여러 가지의 요인이 겹친 것에 의해서 발생했던 것이 밝혀졌다.
원래 액체 산소나 액체 수소와 같은 극저온 물질을 저장하려면 기화에 의해서 발생하는 과다한 압력을 피하기 위한 배기 계통이나, 열적 절연 방법을 확립하는 것이 중요하게 된다. 기계선의 탱크의 성능은 지극히 높고, 극저온의 액체 산소나 액체 수소를 몇 년에 걸쳐 보존할 수 있지만, 탱크 내에 내용물이 있는 상태에는 내부를 보는 것은 구조상 불가능했다.
사고에 관계된 부품 및 요인은 아래와 같다.
- 잔량계
- 잔량을 정확하게 계측하기 위한 교반용 팬
- 액체 산소를 필요분만큼 증발시키기 위한 가열기(히터)
- 가열기를 제어하기 위한 온도 유지 장치(자동 온도조절장치)
- 온도계
- 충전 및 배출용의 밸브와 파이프
- 원래 기계선의 산소 탱크의 히터와 자동온도조절장치의 규격은 사령선의 28볼트에 맞추어 설계되어 있었다. 그런데 발사대 상에서 탱크의 충전과 가압의 작업을 행할 때 65볼트의 전원이 사용되고 있었다. 이 때문에 기계선의 제작사인 노스 아메리칸 사는 하청업체인 비치 크라프트사에 대해 히터를 65볼트의 규격에 맞추도록 지시해 비치 크라프트는 거기에 따라서 탱크를 개조했지만 이 때(원인은 불명하지만) 자동온도조절장치에는 아무것도 변경이 더해지지 않았다.
- 또 산소 탱크의 온도계 표시의 상한은 38 °C로, 그 이상은 표시되지 않게 되어 있었다. 그러나 보통 27 °C에 이르면 스스로 자동온도조절장치가 작동해 히터가 멈추기 때문에 특별히 문제가 되는 것은 아니었다.
- 아폴로 13호에 사용된 산소 탱크 및 그 부속 기기들을 탑재한 선반은 원래 아폴로 10호에 사용되어야 할 것이었지만, 전자파 간섭의 문제가 발생했기 때문에 부속기기마다 떼어내져서 수리하게 되었다. 그런데 크레인으로 끌어올릴 때, 선반을 기체에 설치하고 있는 네 개의 볼트 중 하나가 떼어지지 않았었다. 이 때문에 2인치(5cm) 정도 들어올렸더니 와이어가 빗나가 선반은 원래 있던 장소에서 떨어져 버렸다. 이 때의 충격에 의해 탱크 안의 산소를 빼낼 때 사용되는 파이프가 원래 설치된 위치로부터 빗나가버렸던 것이다.
- 이 사고 이후 지상에서 훈련을 할 때 탱크에 액체 산소가 충전되었다. 그런데 훈련 종료 후, 앞의 사고로 방출용의 파이프가 빗나가 버렸기 때문에 안의 산소를 빼낼 수 없게 되었다. 지금부터 탱크를 다시 설계하면 계획은 큰 폭으로 늦어진다. 그 때문에 담당 기술자는 히터로 액체 산소를 가열해 기화시켜 방출하는 것을 제안했고, 짐 러벨 선장도 이것을 승인했다. 히터의 스위치를 넣어 탱크 안의 온도가 상승해 27 °C에 이른 순간 자동온도조절장치가 작동했다. 그런데 회로에 흐르고 있던 65볼트의 전류가 28볼트용으로 만들어진 자동온도조절장치를 한순간에 녹여 붙여버려 이 결과 히터의 스위치는 켜져 버렸다.
- 8시간 후, 액체 산소는 모두 기화해 빼내졌지만 히터의 스위치는 켜져 있었다. 그 때문에 탱크 내의 온도는 538 °C까지 이르렀지만 온도계는 38 °C까지밖에 표시되지 않게 되어 있었기 때문에, 비정상을 알아챈 사람은 아무도 없었다.
- 이것에 의해 교반용 팬의 전선을 가리는 테플론제의 피막이 거의 소실해 전선이 노출되어 있었다.
- 탱크 내에 액체 산소가 재충전되었을 때 그것은 이미 폭탄과 같은 상태가 되어 있었다. 비행사가 궤도상에서 저온 교반의 조작을 하기 위해서 팬의 스위치를 넣었을 때 노출이 되어있던 전선으로부터 불꽃이 발생해 남아있던 테플론이 발화했다. 100% 순수한 액체산소 안에서 발생한 불길은 300파운드(136kg)의 액체산소를 일순간에 기화시켜, 팽창한 가스가 탱크를 날려버렸다.
- 이 폭발에 의해 문제가 없던 제1번 탱크도 손상을 입어 쓸모없게 되었다. 이 사고를 교훈으로 다음 비행에서는 두 개의 탱크의 거리를 충분히 떼어놓아 비상용 전원을 다른 구획에 설치하는 개량이 더해졌다.

## 특기 사항
아폴로 계획을 통해 설정되어 있던 비행사의 구성 순서에서는, 아폴로 13호의 당초의 승무원은 제미니 계획의 베테랑 비행사인 고든 쿠퍼를 선장으로 한, 이하의 멤버에 의해서 구성되어 있었다.
- 고든 쿠퍼(L. Gordon Cooper, Jr.) - 선장
- 돈 아이셀(Donn F. Eisele) - 사령선 조종사
- 에드거 미첼(Edgar D. Mitchell) - 달 착륙선 조종사

그렇지만 쿠퍼와 아이셀은 여러 가지 이유(쿠퍼는 훈련의 태도가 불성실하고, 또 아이셀은 벌써 아폴로 7호로 비행한 적이 있었고, 결혼을 둘러싸고 가정적인 문제를 떠안고 있었다)로 NASA의 상부로부터 미움을 받고 있었으므로, 담당관인 디크 스레이톤은 그들을 예비 탑승원으로 편성했다. 스레이톤에 의하면, "쿠퍼는 상당한 성과를 보이지 않으면 아폴로 13호에 탑승시킬 생각은 없었지만, 결국 그는 기대에 응할 수 없었던 것이다"라고 한다. 이러한 이유에 의해, 스레이톤이 최초로 제안한 탑승원의 후보는,
- 앨런 셰퍼드(Alan B. Shepard, Jr) - 선장
- 스튜어트 루사(Stuart A. Roosa) - 사령선 조종사
- 에드거 미첼(Edgar D. Mitchell) - 달 착륙선 조종사

이었지만, 셰퍼드는 이전에 내이의 수술을 받았던 적이 있었고, 또 1961년 이래 우주비행을 경험한 적이 없었기 때문에, 달 비행을 행하려면 훈련 기간이 부족하다고 하여 후보에서는 제외되었다. 이 때문에 본래는 아폴로 14호의 정탑승원이며, 아폴로 11호의 예비 탑승원이기도 한 짐 러벨의 그룹이 아폴로 13호에 배속된 것이다.
발사 이틀 전, 예비 탑승원의 한 사람인 찰스 듀크가 홍역을 옮겼다. 선장인 짐 러벨과 달 착륙선 조종사 프레드 헤이스는 면역이 있었지만, 사령선 조종사인 켄 매팅리는 가지고 있지 않았기 때문에, 예비 탑승원 잭 스위거트와 교체되었다. 매팅리는 후에 아폴로 16호와 우주 왕복선 STS-4, STS-51-C 임무로 비행해, 해군 소장까지 승진한 후 NASA 및 해군으로부터 퇴역했다. 아폴로 13호가 위기에 빠져 있는 동안, 그는 관제센터에서 사령선을 최소한의 전력으로 유지하는 방법을 모의 실험 장치로 검토하고 있었다.
또 착륙선 아쿠아리우스의 다리에 붙여지고 있던 비행 기념 플레이트에는, 매팅리의 이름이 새겨졌기 때문에, 비행사들은 스위거트의 이름이 들어가 있는 걸로 대체해 받았다. 짐 러벨 선장의 저서 「없어진 달」(후에 「아폴로 13」으로 개명)에 의하면, 그가 가지고 있는 아폴로 13호에 관한 기념품은 이 플레이트 외에는 사령선의 내열판의 파편과 찰스 린드버그로부터의 편지라고 한다.
아폴로 13호는 자유 귀환 궤도에 올랐기 때문에, 달의 뒤편을 돌 때, 다른 달 비행보다 대략 100km 정도 높은 궤도를 지났다. 이 때문에, 이것이 현재까지 인간이 지구로부터 가장 멀리 떨어진 기록이 되고 있다. 하지만 지구와 달의 사이의 거리의 변화는 100km 이상에 이르기 때문에 아폴로 13호가 정말로 다른 달 비행보다 지구로부터 멀어졌다고는 할 수 없지만, 기네스북은 이것을 유인 우주비행의 최고 고도 도달 기록으로서 인정하고 있으므로, 러벨 등 세 명은 정식적 기록 유지자가 되었다.
사령선은 발사로부터 대략 6일 후인 1970년 4월 17일 18:07:41 UTC에, 사모아 섬 남서, 서경 165도 22분, 남위 21도 38분의 태평양 상에 착수했다. 회수 항공 모함 이오지마(USS Iwo Jima)에서는 6.5km 떨어져 있었다.
미신을 믿는 사람들은, 13이라는 숫자를 여러 가지로 관련지으려 하고 있다. 예를 들어 발사일의'1970년 4월 11일의 숫자를 전부 더하면 13이 되어, 13시 13분에 케네디 우주 센터 발사 시설 39 발사대(13의 3배)로부터 발사되어 사고가 발생한 것은 4월 13일인 등등. 그 밖에도 폭발이 일어난 것은 19시 13분이라든지, 만약 지상에서 사고가 발생하고 있으면 손해액수는 1,300만 달러에 이르렀을 것이라든지 등과 연관시키는 사람도 있다. 영화 「아폴로 13」이 제작되었을 때, 짐 러벨은 NASA가 이 사고 이후, 우주선에 13의 번호를 붙이는 것을 거절하지 않게 된 것을 지적했지만, 한편으로 미국이 가까운 미래에 계획하고 있는 유인 달 비행 계획은 「오리온 13」이라고 불리고 있다.
러벨이 달 표면에서 착용할 예정이었던 우주복에는, 팔, 다리, 헬멧, 생명유지장치의 부분에 붉은 선이 그려져 있었다. 아폴로 11호와 아폴로 12호의 비행 이후, 달 표면 활동의 영상을 본 관계자들은 비행사들이 헬멧의 선 바이저를 내려 버리면, 누가 누구인지 완전히 모르게 되어 버리는 것을 알아냈다. 그 때문에 급히 대책으로서 우주복에 붉은 선을 넣어 개인을 구별하기로 했다. 덧붙여 이 식별 방법은 그 후의 아폴로 계획이나 우주왕복선, 더 나아가 현재의 국제 우주 정거장 계획에서도 계속해 채용되고 있다.
아폴로 13호는 월면 착륙은 달성할 수 없기는 했지만, 관계자가 신속하고 과감히 대응하고 위기를 극복힌 것 때문에, 「성공적인 실패」라고 불리고 있다. 우주비행사와 지상의 관제사들은 그 공적에 의해 자유의 메달 대통령 훈장을 받았다.
착륙을 실행할 수 없었기 때문에, 아폴로 달표면 실험장치군(Apollo Lunar Surface Experiments Package)에 탑재되고 있던 각종 과학 실험도 할 수 없게 되어 버렸다. 예를 들어 그 중의 하나에, 달표면의 대기(달에는 지구의 100조분의 1 이하라는 지극히 낮은 기압이지만 대기가 존재한다)를 조사하는, 랭음극 계측 실험(Cold Cathode Gauge Experiment)이 있었다.이것은 아폴로 12호, 아폴로 14호, 아폴로 15호, 아폴로 16호에서도 행해진 랭음극 이온 계측 실험과 같은 것이었지만, 다른 비행에서는 계측기는 달표면열이온 검출기에 속해 있던 것에 비해, 아폴로 13호에서는 계측기 자체가 독립되었다는 것이 특징이었다. 실험장치군에 탑재되고 있던 다른 주된 계측 장치에는, 달의 내부의 열을 우주 공간에 방출하는 비율을 조사하는 것에 의해서 달의 연령을 찾는 「열유량계측장치(Heat Flow Experiment)」, 달의 지진(월진)을 계측하는 「수동식 월진계(Passive Seismic Experiment)」, 달표면에 쏟아지는 우주선을 계측하는 「달표면 하전 입자 계측 장치(Charged Particle Lunar Environment Experiment)」등이 있었다.

### 견인료
착륙선을 제작한 그러먼 사는, 사령선을 제조한 노스 아메리칸 록웰 사에 대해, 달로부터의 귀환의 대부분을 착륙선이 견인했던 것에 대해 총액 31만 2,421 달러 24 센트의 청구서를 발행해, 아폴로 13호가 무사하게 귀환한 후, 파일럿 샘 그린버그가 쓴 운송장과 함께 송부되었다. 운송장에는 20%의 관공청을 위한 할인과 만약 노스 아메리칸이 현금으로 일괄해 지불하는 경우에는 2%의 할인을 하는 취지가 쓰여 있었다. 이것에 대해 노스 아메리칸은, 「당사의 사령선이 아폴로 10호, 11호, 12호의 비행의 귀환로에 착륙선을 견인했을 때에는, 요금의 지불은 일절 요구하지 않았다」면서, 그러먼 사의 청구를 거절했다.

### 미션의 기장
아폴로 13호의 기장에는, 로마 숫자로 「XIII」라고 기록된 계획 번호와 3마리의 천마가 아폴로의 전투 마차가 되고 우주를 달리는 모습이 그려져 있다. 또 짐 러벨이 해군 군인인 것으로부터, 해군사관학교의 교훈 「Ex scientia tridens(지식으로부터, 바다의 힘을)」을 차용하고, 「Ex luna, scientia(달로부터, 지식을)」이라는 표어가 쓰여 있다. 아폴로 계획 전체에서, 기장에 비행사의 이름이 쓰이지 않은 것은 아폴로 11호와 아폴로 13호 뿐이었지만, 원래 탑승할 예정이었던 켄 매팅리 비행사가 발사 이틀 전에 병으로 교체되었기 때문에, 이것은 오히려 행운이었다. 디자인을 한 사람은 화가인 루멘 윈터로, 자신이 이전에 그린 뉴욕의 호텔의 벽화를 바탕으로 해 이 도안을 디자인했다. 이 벽화는 후에 「아폴로 13」으로 짐 러벨의 역을 연기한 배우 톰 행크스가 구입해, 현재는 짐 러벨의 아들이 경영하는 시카고의 레스토랑에 장식되어 있다.

### 우주선 잔해
귀환 후, 사령선 내의 기계류는 사고 조사를 위해서 모두 떼어내졌다. 대신에 수중 탈출 훈련으로 사용된 BP-1102 A라는 기체의 계기류가 탑재되어 파리의 항공 우주 박물관에 전시되었다. 그 다음은 켄터키주 루이스 빌딩의 국립 역사 과학 박물관에 옮겨져 2000년에는 본래의 계기류가 다시 탑재되고 , 현재는 캔자스주 핫틴손의 박물관에 전시되고 있다.
착륙선은 1970년 4월 17일 대기권에 재돌입해 소멸되었다. 그 때, 달표면 실험장치군의 동력인 소형 원자력 발전 장치가 태평양에 낙하하도록 제어되었다. 연료의 플루토늄은 대기권에서 모두 불타지 않고, 뉴질랜드 북동쪽의 통가 해구의 바닥에 가라앉아, 향후 2,000년간은 방사선을 계속 방출할 것으로 예측되고 있다.

## 문화
아폴로 13호와 관련되는 에피소드는 1998년에 아폴로 계획을 그린 「지구에서 달까지(From the Earth to the Moon)」라는 일련의 텔레비전 시리즈 중에서 「우리는 계획을 중지했다(We Interrupt This Program)」라는 제목으로 드라마로 만들어졌다. 내용은 계획을 세부에 걸쳐서 충실히 재현하려고 한 것으로, 극히 다큐멘터리 성격을 지녔다.
짐 러벨과 제프리 클루거의 공저 「없어진 달」은, 1995년에 「아폴로 13」이라는 제목으로 영화가 만들어졌다.감독은 론 하워드로, 짐 러벨 선장은 톰 행크스, 헤이스 비행사는 빌 팩스톤, 스위거트 비행사는 케빈 베이컨, 비행 지휘자 진 크랜즈는 에드 해리스, 짐 러벨 부인은 카스 린 킨란, 켄 매팅리 비행사는 게리 시니스가 연기했다.
진 크랜즈를 비롯한 몇 명의 주요인물들은, 이 영화는 사실을 충실히 재현하고 있지만, 영화적으로 연출된 것도 군데군데 볼 수 있다고 평하고 있다. 기술적인 잘못도 지적되고 있고, 예를 들어 사고의 순간의 「휴스턴, 무엇인가 문제가 발생한 것 같다(Houston, we've had a problem.)」라는 러벨의 보고가, 「휴스턴, 문제가 발생했다(Houston, we have a problem.)」라고 되어 있는 것 등이다. 전미 영화 랭킹 등에서는 당초는 비판적인 의견이 많았지만, 후에는 아카데미상의 최우수 작품상, 조연 남우상(해리스), 조연 여배우상(킨란)에 노미네이트되어 최우수 편집상과 최우수 녹음상을 획득했다. 이 영화는 아폴로 계획이나 미국의 우주 개발의 역사에 관한 일반의 흥미를 환기했다고 말할 수 있다.
1974년에 공개된 「휴스턴, 문제가 발생했다(Houston, We've Got a Problem)」라는 영화는 완전한 픽션으로, "사고는 지상의 직원이 원인으로 계획의 스케줄은 완전하게 붕괴해 비행사들의 생명은 새로운 위험에 처해져 단지 뉴스의 기사와 나레이터 위주의 소리만이 사실을 전하고 있다"라는 것이었다.
1983년에는 「발사 10초전, 초읽기 속행：우주 세대의 노래」라는 제목의 카세트 테이프에 녹음된 가집이 오프 센타우르 프로덕션으로부터 발매되어 그 중에 「아폴로 13호의 발라드」라는 곡이 수록되었다.